# 痛快!杉作J太郎のどっきりナイト
『杉作J太郎のファニーナイト』（すぎさくじぇいたろうのファニーナイト）は、南海放送（RNBラジオ / Fnam）で放送されているAMラジオ生ワイド番組。

## 概要
南海放送ラジオで2017年10月7日の土曜日から『「MOTTO!! 痛快!杉作J太郎のどっきりナイトナイトナイト』のタイトルで放送開始。この『MOTTO!!』は南海放送7年越しの夜ワイドとして放送を開始したものであるが、幾度かの放送時間変更で平日帯＋土曜縦長ワイドとして衣替えしたものである。
愛媛県出身で「サブカルチャー」のトップランナーとして、幾つもの顔を持つ杉作J太郎がプレゼンターを務める生ワイドラジオ番組。
その日の大まかなテーマに関するトークとリスナーからのメールやお便りで構成。杉作の膨大な知識と冴え渡る選曲。番組内番組の充実ぶりが特徴。
一つの話題から話が膨らみ、終着駅がどこにあるのか本人ですらわからないコンセプト無しの成り行き任せがモットー。
「今夜決定!」「どっきり紅白曲合戦」「昭和アニソン特集」「映画の感想文大会」など番組内の企画は様々。
2019年4月、『MOTTO!!』のレーベルが外れるとともに『痛快!杉作J太郎のどっきりナイト7』に改題。全放送局でも類を見ない、全日放送のワイド番組へと形を変えた（ただし、生放送ばかりではなく、収録によって行う曜日を含めて7日連続放送を達成させた）。以後、半年ごとに放送曜日や時間の変動を行い、それ毎にタイトルを一部変更してきたが、2021年3月30日からはタイトルを大幅に変えて『杉作J太郎のファニーナイト』として放送中。今夜決定（後述）を毎日開催している。

## 放送時間
『杉作J太郎のファニーナイト』（2021年3月30日以降）
- 火曜日 - 木曜日 19:00 - 21:30
- 土曜日 21:00 - 23:00

## 出演

### パーソナリティ
- 杉作J太郎（漫画家・俳優・タレント・ライター・映画監督。男の墓場プロダクション代表）

### パートナー
- 清原梨央
- なっちゃん
- ひなた狼
- 内田名人（ライター）

### ゲスト出演者
- リリー・フランキー
- 里咲りさ
- 吉田豪
- STU48
- 宇多丸
- ギンティ小林
- 飯島洋一
- 春日太一
- 大森靖子
- しまおまほ
- 丸山昇一
- 川村文乃
- ハンター・ナオキ

## 番組内番組
- 火曜日
  - 里咲りさのIn the Rough（里咲りさ）
  - PALスタジオから、春日太一です!（春日太一）
  - 内田名人とXE先生の古書店探訪（杉作J太郎／内田名人）
- 水曜日
  - 驚異の顔面偏差値 たけやま3.5の「顔だけじゃないもん」（たけやま3.5）
  - YU-Mエンターテインメントのヤムヤムヤミー（和田彩花／吉川友／仙石みなみ／青山麻由／アップアップガールズ（仮）等）
  - しまおまほのお菓子ワンダフル（しまおまほ）
  - 丸山昇一と杉作J太郎の不良と純情（丸山昇一）
- 木曜日
  - 家藤正人の『一句一遊』虎の巻
  - 住倉カオスのボクとモグの物語（住倉カオス）
  - バミューダトリオのミステリーナイト（杉作J太郎／ギンティ小林／市川力男）
  - ハンター・ナオキの南予ハンター
- 土曜日
  - 井上音生のNEOラジ（井上音生）
  - 大森靖子のびっくりせいこりん（大森靖子）
  - 内田名人とXE先生の古書店探訪スピリッツ（杉作J太郎／内田名人）
- 休止
  - 手塚能理子のわたしのまんが道（手塚能理子）
  - こんばんわ、リリー・フランキーです（リリー・フランキー）

## 番組変遷
『MOTTO!! 痛快!杉作J太郎のどっきりナイトナイトナイト』2017年10月7日 - 2019年3月30日
- 土曜日/21:00-23:00

『痛快!杉作J太郎のどっきりナイト7』2019年4月1日 - 2020年3月29日
- 月曜日/21:30 - 22:00, 火曜日 - 金曜日/19:00 - 21:30, 土曜日/21:00 - 23:00, 日曜日/21:00 - 21:30

『痛快!杉作J太郎のどっきりナイト3』2020年3月31日 - 2020年9月24日
- 火曜日 - 木曜日/19:00 - 21:30

『痛快!杉作J太郎のどっきりナイトS』2020年4月4日 - 2020年9月26日
- 土曜日/21:00 - 23:00

『電撃!杉作J太郎のドッキリないと5』2020年9月29日 - 2021年3月27日
- 火曜日 - 金曜日 19:00 - 21:30
- 土曜日 21:00 - 23:00

## 主なコーナー

### 今夜決定！シリーズ
| テーマ         | 優勝                                         |
| -------------- | -------------------------------------------- |
| お菓子         | 明治ガルボつぶ練り苺パウチ                   |
| カップ麺       | マルタイ博多長浜ラーメン                     |
| 必殺シリーズ   | 三味線屋の勇次                               |
| 濡れ場         | 眠狂四郎円月殺法 第7話「無残! 乙女肌魔性剣」 |
| 誰と誰が似てる | 伊佐山ひろ子と前田敦子                       |
| コンビニ       | ノーコンテスト                               |
| ヒロイン       | 藍とも子                                     |

| テーマ                | 優勝                     |
| --------------------- | ------------------------ |
| ドリンク              | 豆乳                     |
| 牛丼                  | 三河屋                   |
| ガチャガチャ          | だんごむし               |
| 味噌汁の具            | さつまいも               |
| 大都会 (テレビドラマ) | 小野武彦と三上寛と平泉成 |
| 好きな鳥              | カナリア                 |
| ガンダムSEED          | ナタル・バジルール       |
| 天ぷら                | さつまいも               |

## 番組で使用される音源
- 桃井かおり「Kaori I」（エンディングテーマ）
- 三輪明日美「あの素晴しい愛をもう一度」（エンディングテーマ）
- 千葉真一「旅人ひとり」（ハリウッドシステム）
- 山城新伍「ほろほろ鳥」（ハリウッドシステム）